# Система Д
Система Д (фр. Système D) — скорочення французького слова débrouillard або démerder. Дієслово se débrouiller означає «розплутати». Дієслово se démerder в буквальному сенсі означає "вийняти себе з лайна " (sic). В основі теорії системи Д лежить переконання, що для реагування на гострі проблеми сучасності вимагає від людини здатності швидко думати, адаптуватися і імпровізувати у своїй діяльності. Під цим поняттям також мається на увазі тіньова економіка, ведення підприємницької, професійної та іншої діяльності в обхід офіційної регулятивної та управлінської системи заради досягнення своїх цілей, або навіть порушення правил з цією метою.
По суті, Система Д — це економіка кмітливості, економіка імпровізації та покладання на себе, економіка «зроби це сам», або ж DIY.
Багато визнаних шеф-кухарів також перейняли цей термін, щоб описати вміння та чисту радість, необхідні для того, щоб створити імпровізовану вишукану страву тільки з випадкових інгредієнтів, які виявляються під рукою на кухні. Термін популяризовано роботою Ентоні Бурдена The Nasty Bits у в 2006 р. Помічник Бурдена порівнює використання системи Д з героєм сучасного серіалу MacGyver, який міг досягати потрібного результату за допомогою лише наявних ресурсів та особистої винахідливості.
У Nasty Bits Бурден стверджує, що вперше побачив цей термін у мемуарах Ніколаса Фрілінга The Kitchen , в якому він розповідає про совю роботу кухарем у Hotel Grand у Франції.
Дослідження, проведене в 2009 році Deutsche Bank показало, що люди в європейських країнах із найбільшими частками неліцензованих та нерегульованого бізнесу в економіці — іншими словами, громадяни країн, де Система Д процвітала найбільше — краще пережили економічну кризу 2008 року, ніж люди, що жили у централізовано планованих та щільно регульованих країнах. Дослідження у країнах Латинської Америки показали, що люди активно звернулися до Системи Д для виживання під час останньої фінансової кризи. Таким чином, в умовах глобальної кризи Система Д може стати вирішальною для розвитку міст у 21 століття.